# Hanska (ciruela)
Hanska es una variedad cultivar de ciruelo (Prunus salicina), de las denominadas ciruelas japonesas (aunque las ciruelas japonesas en realidad tienen su ancestros en China, fueron llevadas a los EE. UU. a través de Japón en el siglo XIX).
Una variedad que crio y desarrolló en la "South Dakota State College" antes de 1906, siendo un híbrido de 'Prunus americana' X 'Prunus simonii'. Las frutas son de tamaño mediano a grande piel firme con un color rojo brillante, sutura poco profunda, tienen una pulpa de color amarillo con textura firme, jugosa, suave, sabor muy agradable y dulce, con solo un toque de acidez. Prospera tanto en climas templados como fríos, tolera las zonas de rusticidad según el departamento USDA, de nivel 3 a 7.

## Sinonimia
- "Hanska Plum",
- "Ciruela albaricoque Hanska".

## Historia
Las denominadas ciruelas japonesas con base de Prunus salicina son variedades de ciruela, que fueron traídas desde Japón (aunque sus ancestros son ciruelas oriundas de China) fueron desarrolladas y cultivadas en Estados Unidos por primera vez en el jardín del famoso horticultor Luther Burbank en Santa Rosa (California) a finales de la década de 1890. Burbank realizaba investigaciones en su jardín personal y era considerado un artista del fitomejoramiento, que intentaba muchos cruces diferentes mientras registraba poca información sobre cada experimento.
La ciruela 'Hanska' fue obtenida por el equipo del doctor Niels Ebbesen Hansen en 1909 en el "South Dakota State College" mediante una hibridación de una plántula de ciruela silvestre del noroeste de Estados Unidos 'Prunus americana' como "Parental Madre" x polen de 'Prunus simonii' el progenitor masculino es la ciruela albaricoque de China, muy grande, de pulpa firme y fragante, y popular en los huertos de California. La Hanska fructificó por primera vez en 1906 y 1907 en árboles de dos y tres años en la hilera del vivero.
'Hanska' es la palabra sioux para “alto” este nombre se le da en alusión al crecimiento extraordinariamente rápido en vivero, árboles de tres años que alcanzan una altura de doce pies; los árboles de dos años son demasiado pesados para ser bien transportados. La variedad 'Hanska' fue introducida comercialmente en 1909.

## Características
'Hanska' árbol de tamaño mediano y extendido, que generalmente presenta una forma redondeada y forma múltiples tallos. Es un árbol de crecimiento vigoroso y se puede esperar que dé frutos en aproximadamente dos años desde su plantación. El ciruelo cereza también es excepcionalmente resistente y prospera en climas tan duros como la zona 2a. Auto estéril flor delgada, blanca, necesita polinización cruzada con otras variedades de ciruelas japonesas, que tiene un tiempo de floración que comienza a partir del 18 de abril con el 10% de floración, para el 21 de abril tiene una floración completa (80%), y para el 8 de mayo tiene un 90% de caída de pétalos.
'Hanska' tiene una talla de fruto mediano a grande, de forma redondeada aplanada por los polos, ligeramente asimétrica, el fruto de la ciruela 'Hanska' se parece mucho a su progenitor chino en forma, color, fragancia, calidad y firmeza de la pulpa, aunque el tamaño, sin embargo, es más pequeño; epidermis tiene una piel firme con un color rojo brillante atractivo, pruina azulada abundante, sutura poco profunda, cavidad medianamente poco profunda, abruptamente redondeada; pulpa de color amarillo con textura firme, jugosa, suave, sabor muy agradable y dulce, con una atractiva fragancia.
Hueso semi adherente, muy pequeño, abombado, casi lisa, asimétrico.
Su tiempo de recogida de cosecha se inicia en su maduración en la segunda y tercera decena de agosto. Las ciruelas 'Hanska' son firmes cuando están maduras, y como la mayoría de las frutas de hueso, no se conserva por mucho tiempo.

## Usos
Las ciruelas 'Hanska' son buenas en fresco para comer directamente del árbol, calidad de primera, también muy buenas en postres de cocina como tartas y pasteles, y se  utilizan comúnmente para hacer conservas y mermeladas.
Cuando se cocina, el fuerte sabor a albaricoque se realza a la perfección, completamente diferente a cualquier ciruela nativa. La forma plana también la distingue de todas las demás ciruelas resistentes cultivadas en el Noroeste de Estados Unidos.